# Castillo de Castelltersol
El castillo de Castelltersol o castillo de San Miguel, es un castillo del término municipal de Castelltersol, perteneciente a la comarca del Moyanés.
Está situado al sur de la población, a unos 750 metros del casco viejo de Castelltersol.
Fundado por el canónigo Terçol, recibió antiguamente el nombre de Castillo de Terçol, así como el de Castillo de Xetmar por haber pertenecido a este linaje.

## Historia
La primera documentación sobre este castillo es de 898, cuando es mencionado el castro de quondam Terciol (castillo del difunto Terçol), y en 925 y 940 se repite la fórmula, un poco evolucionada: castro Terciolo, y continúa en varios documentos de los siglos posteriores. En 1007 es mencionada ya la villa de Castelltersol: in vallense, in Granullarius Subteriore, que dicit villa Terciolo.
Hacia el 1060 aparece como señor de este castillo la familia de los Mir. Tedmar Mir, o Miró, ponía el año 1093 el castillo bajo el alto dominio del monasterio de Santa María de Estany, mientras que aseguraba para él y sus descendientes el dominio útil del castillo y de sus rentas. Asimismo, hacía construir la capilla de San Miguel. Los Tedmar (el nombre pasó a apellido, abandonando el de Mir) continuaron al frente del castillo, mientras el apellido evolucionaba a Xedmar, Xetmar, Xatmar y Xammar (esta última forma es la que aún pervive como apellido actualmente). En 1229 se acababa esta situación: el monasterio de Estany compraba a Ramón Xetmar el total dominio del castillo por el precio de 20 000 sueldos. La compra se completó en 1323, cuando los canónigos del Lago compraban a Jaime el Justo toda la jurisdicción alta y baja, el mero y mixto imperio del castillo y término de Castelltersol, convirtiéndose en el abad de Estany en señor y barón de Castelltersol.
Entre los siglos XII y XIV el monasterio de Estany tuvo en Castelltersol una familia de castellanos, que adoptaron el nombre de Castellterçol. Varios hijos de esta familia entraron como canónigos en Santa María de Estany. De todos modos, el castillo fue perdiendo su función militar y, pese a seguir siendo el centro del término de Castelltersol, se convirtió en una granja, y las tierras y la herrería que poseía, arrendadas a personas del término.

## El edificio
A pesar de las muchas transformaciones a lo largo de los siglos, en la parte baja del edificio que se llama todavía el Castillo, se ven unos fragmentos de muros antiguos, con aspilleras, así como la capilla del castillo, de origen románico, situada en el lado sureste del castillo: la capilla de San Miguel.
El edificio principal del castillo es un marco de planta casi rectangular (13,9 x 10,5 m²), con unos muros de un grosor de 1,3 m. Los muros originales conservados tienen una altura de 4,2 metros, salvo la norte, que alcanza los 10 m. Los sillares son grandes, escuadrados, aunque en bastantes lugares han recibido sustituciones y modificaciones. La distribución interior de este edificio no se puede conocer, debido a las muchas modificaciones sufridas con el paso de los siglos. Esta construcción está incluida en un recinto exterior pentagonal, la cerradura más larga que tiene unos 30 metros. El grueso de los muros va de los 80 centímetros al metro. En la parte inferior del muro exterior hay numerosas saeteras, en algunos lugares dispuestas en dos hileras, y en todo el sector septentrional se conserva el foso, de fuerza profundidad y anchura.
El lado sur es el que fue habilitado como casa de labranza cuando el castillo perdió su función militar. Hay una puerta del siglo XVI, y una torre redonda aproximadamente de la misma época que sustituyó una anterior, románica, de planta cuadrada.